# پیپیاک (آریزونا)
پیپیاک (به انگلیسی: Pipyak) یک منطقهٔ مسکونی در ایالات متحده آمریکا است که در آریزونا واقع شده است. پیپیاک ۵۸۱ متر بالاتر از سطح دریا واقع شده است.